# Mario Desiati

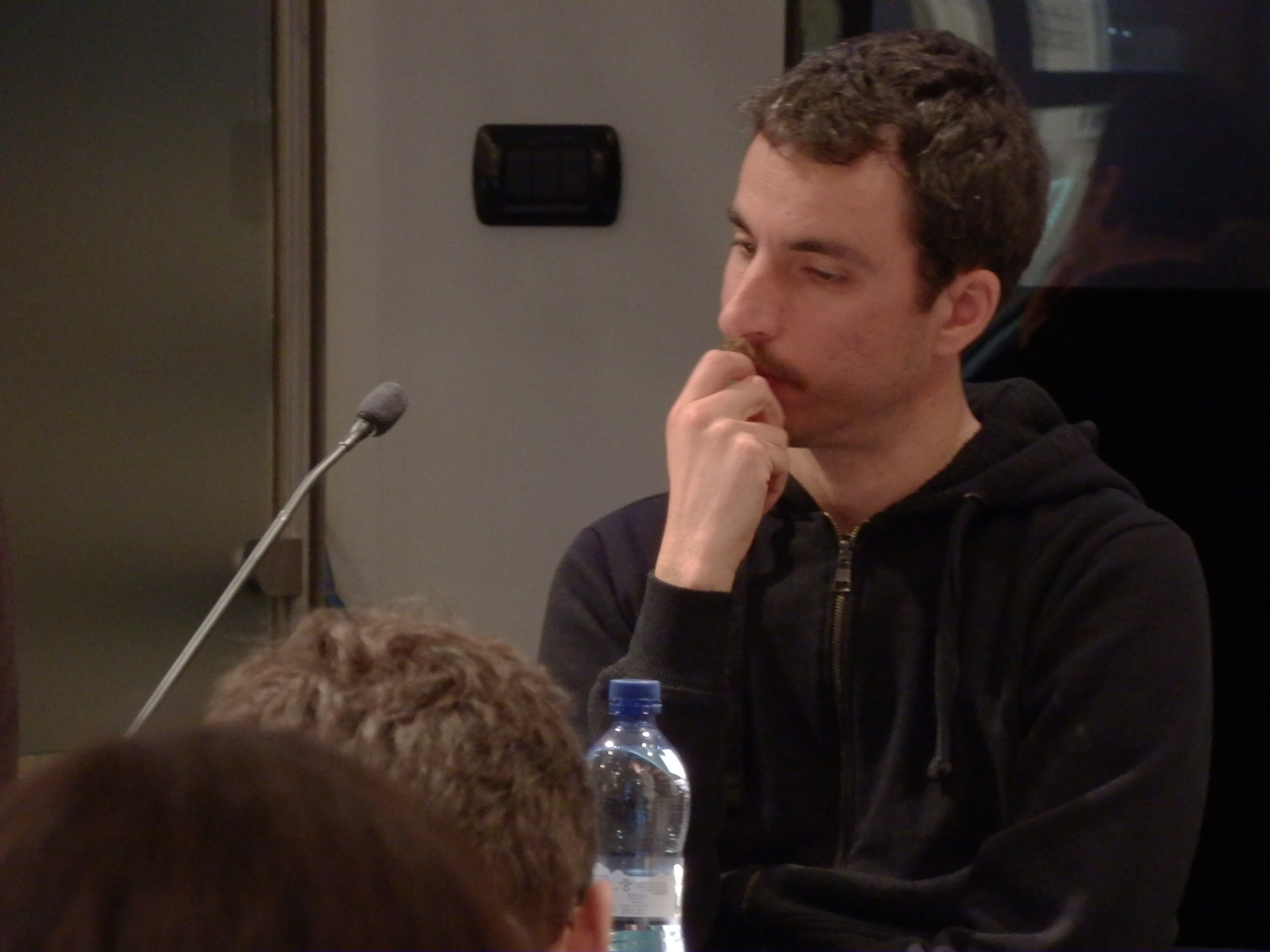
Mario Desiati im Jahr 2018 beim Festival internazionale del giornalismo in Perugia

Mario Desiati (* 13. Mai 1977  in Locorotondo) ist ein italienischer Schriftsteller.

## Leben
Mario Desiati wurde 1977 in Locorotondo in Apulien geboren und wuchs in Martina Franca in der Provinz Tarent auf. Nach dem Abschluss seines Jurastudiums in Bari 2000 arbeitete er in einer Anwaltskanzlei und veröffentlichte eine Reihe von Essays zu zivilrechtlichen Themen.
2003 erschien sein literarisches Debüt, der Roman Neppure quando è notte (Ü: Auch wenn es Nacht ist). Basierend auf dem gleichnamigen Roman von Mario Desiati erschien im Jahr 2011 der Film Il paese delle spose infelici von Pippo Mezzapesa. Mit dem Roman Spatriati (Ü: die Heimatlosen) gewann Desiati 2022 den Premio Strega.
Desiati schreibt u. a. für die Tageszeitungen La Repubblica und L’Unità. Er lebt in Rom, verbringt aber längere Zeit im Jahr in Berlin.

## Auszeichnungen (Auswahl)
Der Roman Spatriati (2021) wurde 2022 mit dem Premio Strega ausgezeichnet.

## Werke

### Autor
- Neppure quando è notte, Pequod, 2003.
- Vita precaria e amore eterno, Mondadori, 2006.
- Il paese delle spose infelici, Milano, Mondadori, 2008.
- Foto di classe. U uagnon se n'asciot, Laterza, 2009.
- Ternitti, Mondadori, 2011.
  - deutsch: Zementfasern. Aus dem Italienischen von Annette Kopetzki. Wagenbach, Berlin 2012, ISBN 978-3-8031-3244-4.
- Il libro dell'Amore proibito, Mondadori, 2013.
- Mare di zucchero, Mondadori, 2014.
- Con le ali ai piedi, Mondadori, 2015.
- La notte dell'innocenza, Rizzoli, 2015.
- Candore, Einaudi, 2016.
- Spatriati, Einaudi, 2021.[5]
  - deutsch: Spatriati. Aus dem Italienischen von Martin Hallmannsecker. Wagenbach, Berlin 2024, ISBN 978-3-8031-3368-7.
- Malbianco, Einaudi, 2025.[6]

### Herausgeber
- Europa Erlesen. Toskana. Anthologie. Wieser Verlag, Klagenfurt 2018, ISBN 978-3-99029-272-3.

## Sekundärliteratur
- Christiane Conrad von Heydendorff: Mario Desiatis moderner Meridionalismus oder das Portrait einer Region. Dissertation. In: Zurück zum Realen. Tendenzen in der italienischen Gegenwartsliteratur. V & R unipress, Mainz University Press, Göttingen 2018, ISBN 978-3-8471-0793-4, S. 199–280.